# Trecento
El Trecento se refiere al siglo XIV en la tradición artística italiana. En este siglo los italianos sureños iniciaron la corriente clasicista que en la mente de las personas fue adquiriendo gran fuerza debido a las contradicciones ideológicas que se operaban en la península, ya que algunos artistas amenazaban al pueblo con las penas del infierno, mientras que otros como los seguidores de Asís predicaban la misericordia divina. Por esto los artistas se dividieron y para algunos los temas seguían siendo el juicio final y para otros el cristo redentor.

## Arte y cultura

### Literatura
Los tres principales escritores italianos medievales escribieron en el siglo XIV: Dante (la Divina Comedia fue compuesta desde 1304), Boccaccio (el Decamerón fue escrito entre 1351 y 1353) y Petrarca (su famosa escalada a Mont Ventoux fue el 26 de abril de 1336).
- Traducción italiana de 1838 de las biografías de los tres escritores, proveniente de "un antiguo manuscrito latino".

Dante y Petrarca, por Giovanni da Ponte.
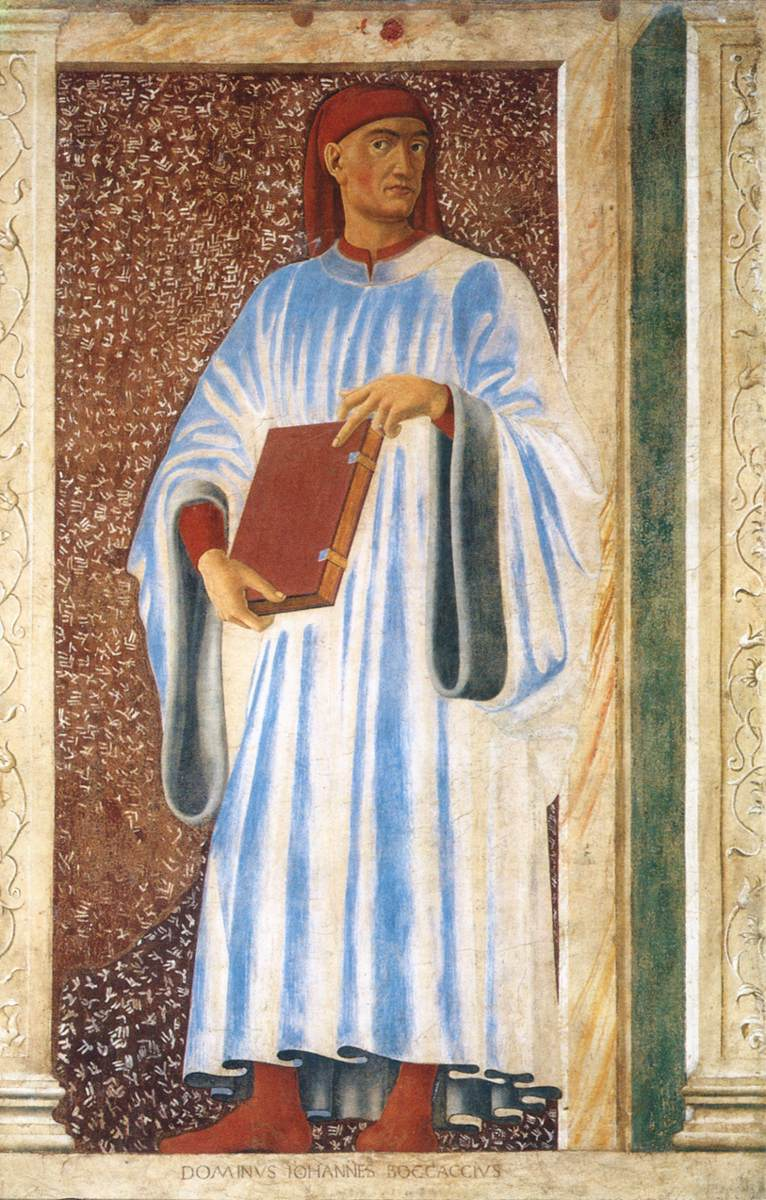
Boccaccio, por Andrea del Castagno.

### Artes plásticas
Las artes plásticas siguen desarrollando el Gótico italiano, en continuidad con los temas del arte medieval, esencialmente un arte cristiano.

#### Pintura
La pintura del Trecento muestra muchos trípticos y usa sencillas hojas de oro que representan el carácter de Dios. Las paredes de los monasterios toscanos están decoradas con frescos en los que dominan los fondos decorativos de fondo azul (que representa el cielo) con pequeñas cabezas aladas de ángeles. Los personajes todavía no están ubicados en paisajes con perspectiva, ni hay sentido de profundidad en las escenas.
Muchos maestros de la escuela de Pisa se trasladaron a Florencia tras la conquista militar de su ciudad, con lo que la escuela florentina incrementó su importancia. Entre los fresquistas florentinos destacó Giotto, a quien se atribuyen las soberbias obras de la Capilla de los Scrovegni y la serie de la vida de San Francisco de la Basílica de Asís. Giotto inaugura la tridimensionalidad del arte mural italiano, dando así un corte radical con el bizantino y abriendo el camino para los volúmenes y el humanismo del renacimiento italiano. Otro representante es el pintor y arquitecto Taddeo Gaddi.
La escuela de Siena, más influenciada por el lenguaje del gótico internacional que por el gusto bizantino, cuenta con Simone Martini, contemporáneo de Giotto. Sus figuras blandas y naturales, con un sentimiento humano y religioso, le hacen el más gótico de los pintores italianos. Otro importante pintor de esta época es Duccio.
La escuela veneciana mantuvo el gusto bizantino, que irá poco a poco evolucionando después de conocer la obra de Giotto. Entre los principales artistas de la Venecia del Trecento destacan Paolo Veneziano, Lorenzo Veneziano y Guariento.

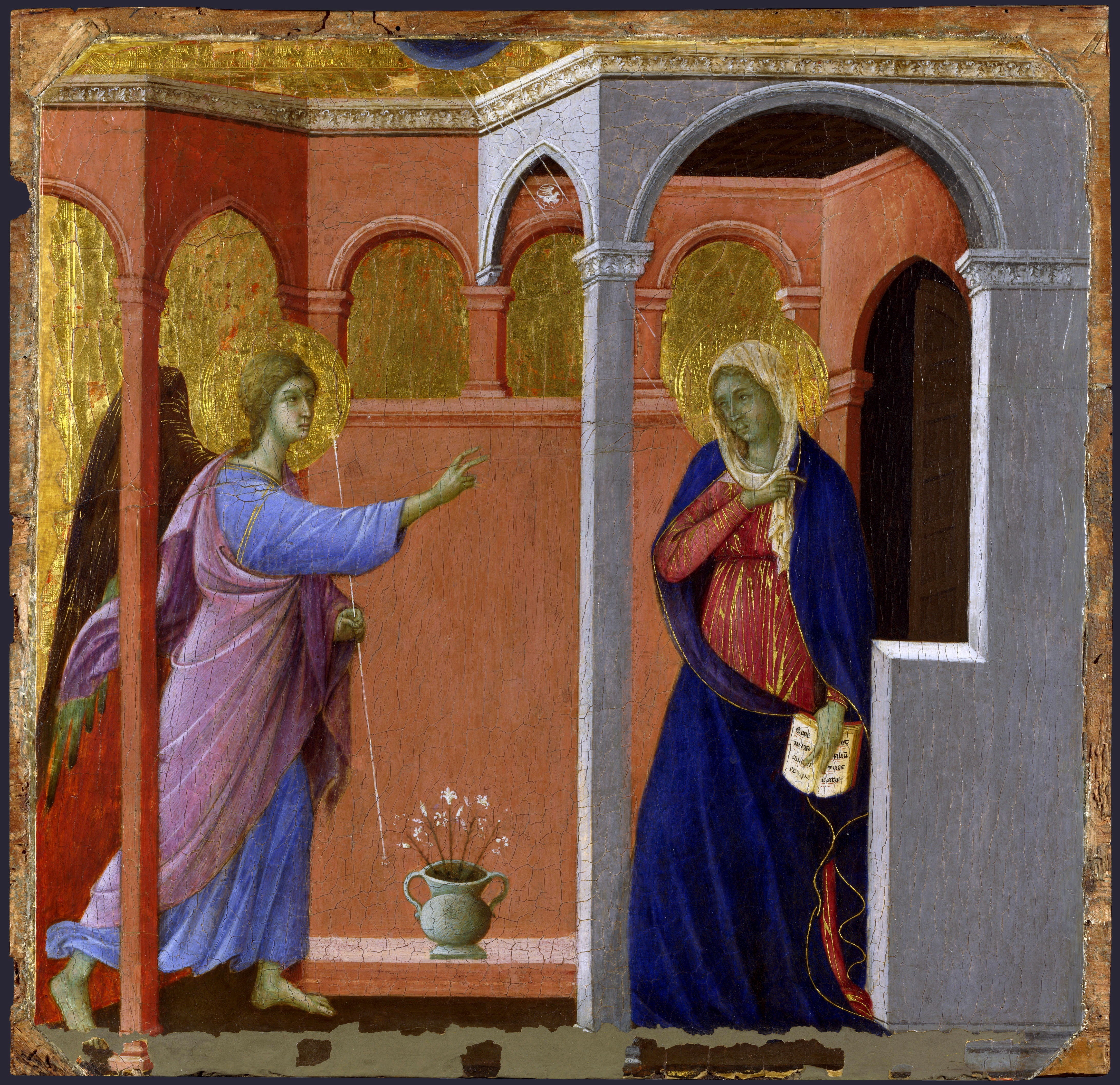
Anunciación de la catedral de Siena, de Duccio di Buoninsegna, 1308-1311.
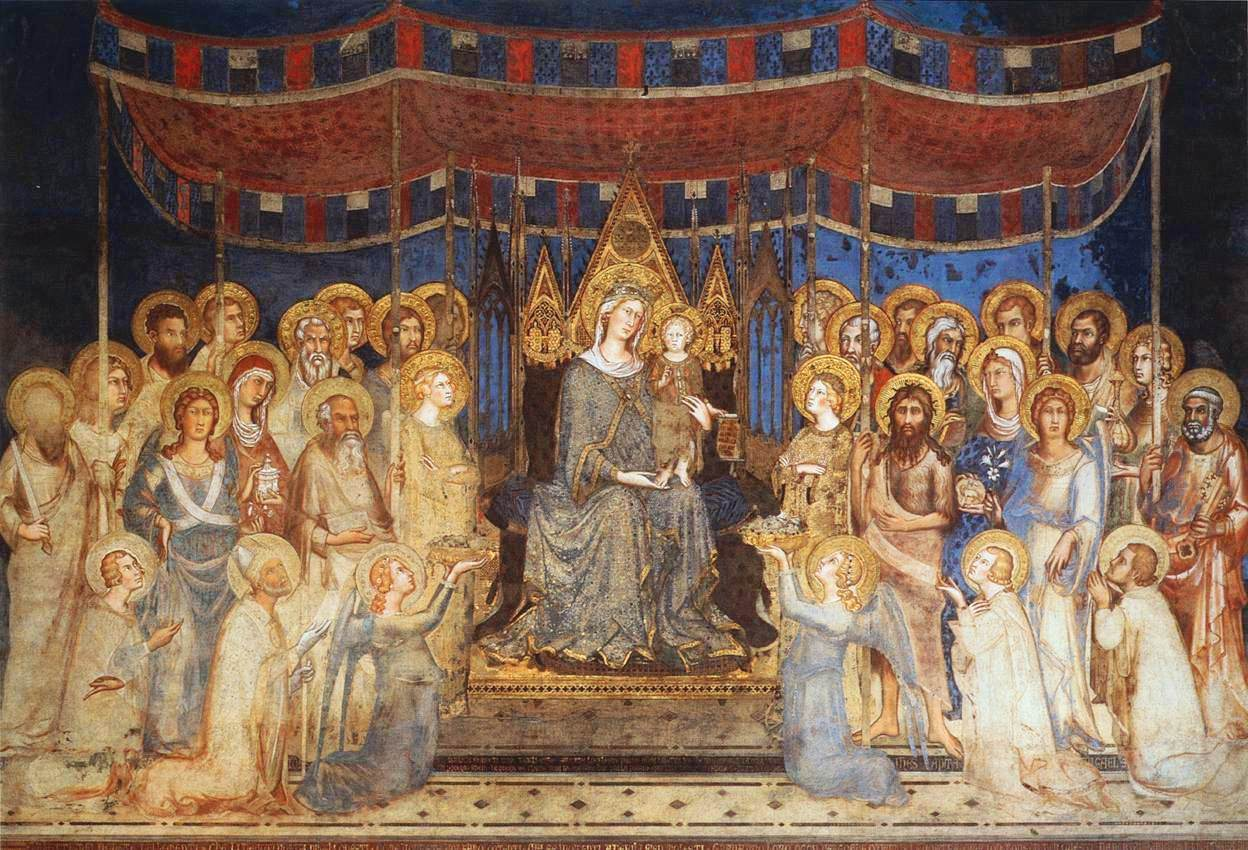
Maestá, fresco en el Palazzo Pubblico de Siena, de Simone Martini, 1315-1321.
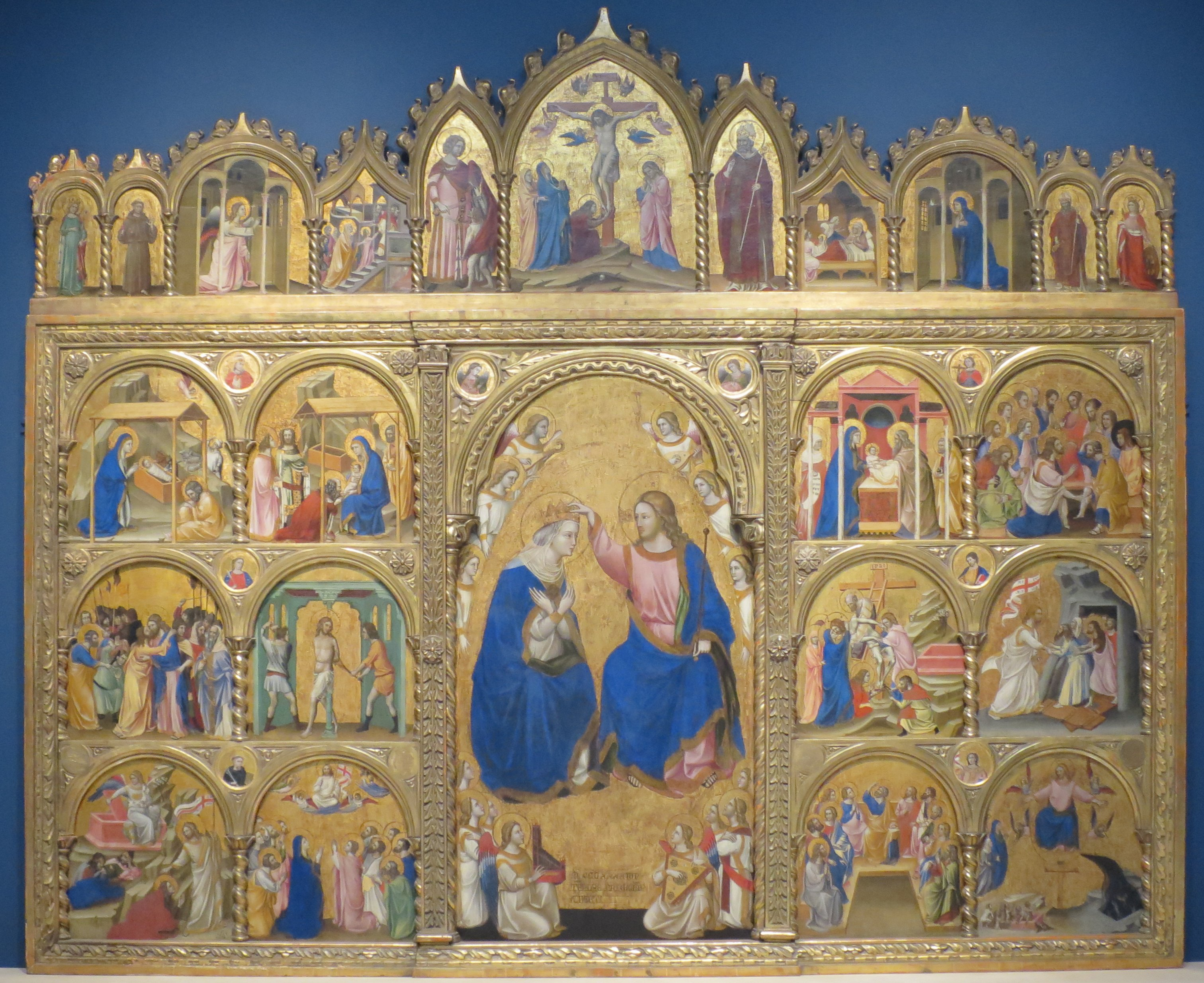
Retablo de la Coronación de la Virgen, de Guariento di Arpo, 1344.
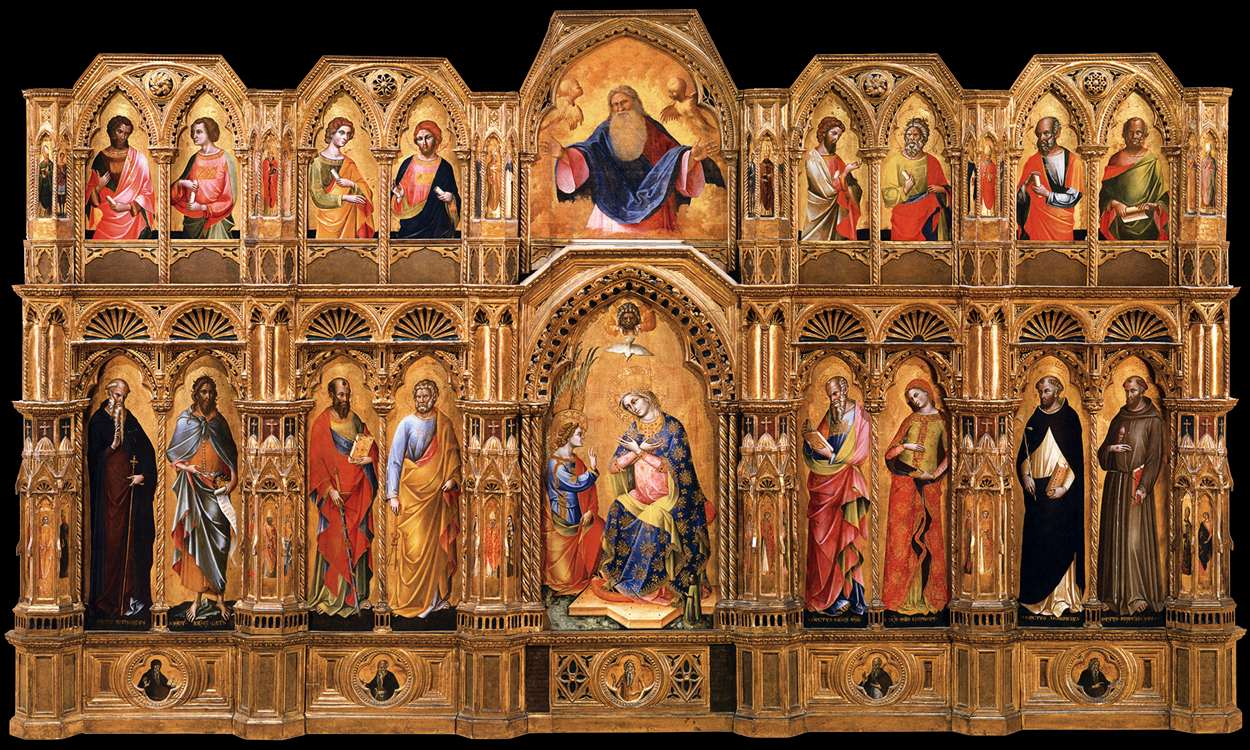
Políptico Lion, de Lorenzo Veneziano, 1357.
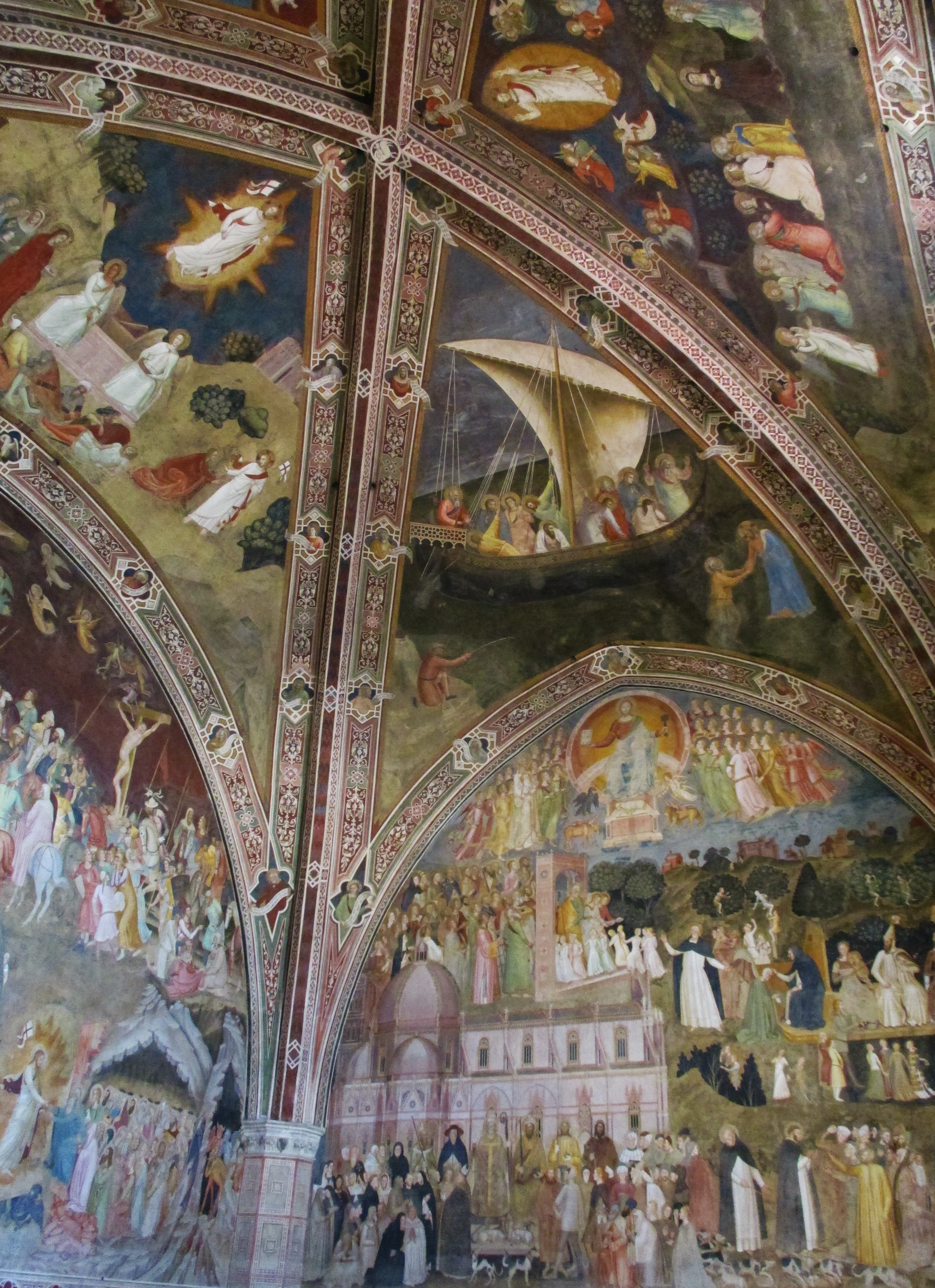
Frescos del Cappellone degli Spagnoli en Santa Maria Novella (Florencia), de Andrea di Bonaiuto, 1365-1367.

El desplazamiento de la corte papal a Aviñón (la llamada "cautividad de Aviñón", 1309-1377) hizo que numerosos artistas italianos trabajaran en los dominios papales del sur de Francia y extendieran su influencia por toda la región, a la vez que entraban en contacto con los del norte (Escuela de Aviñón de pintura).

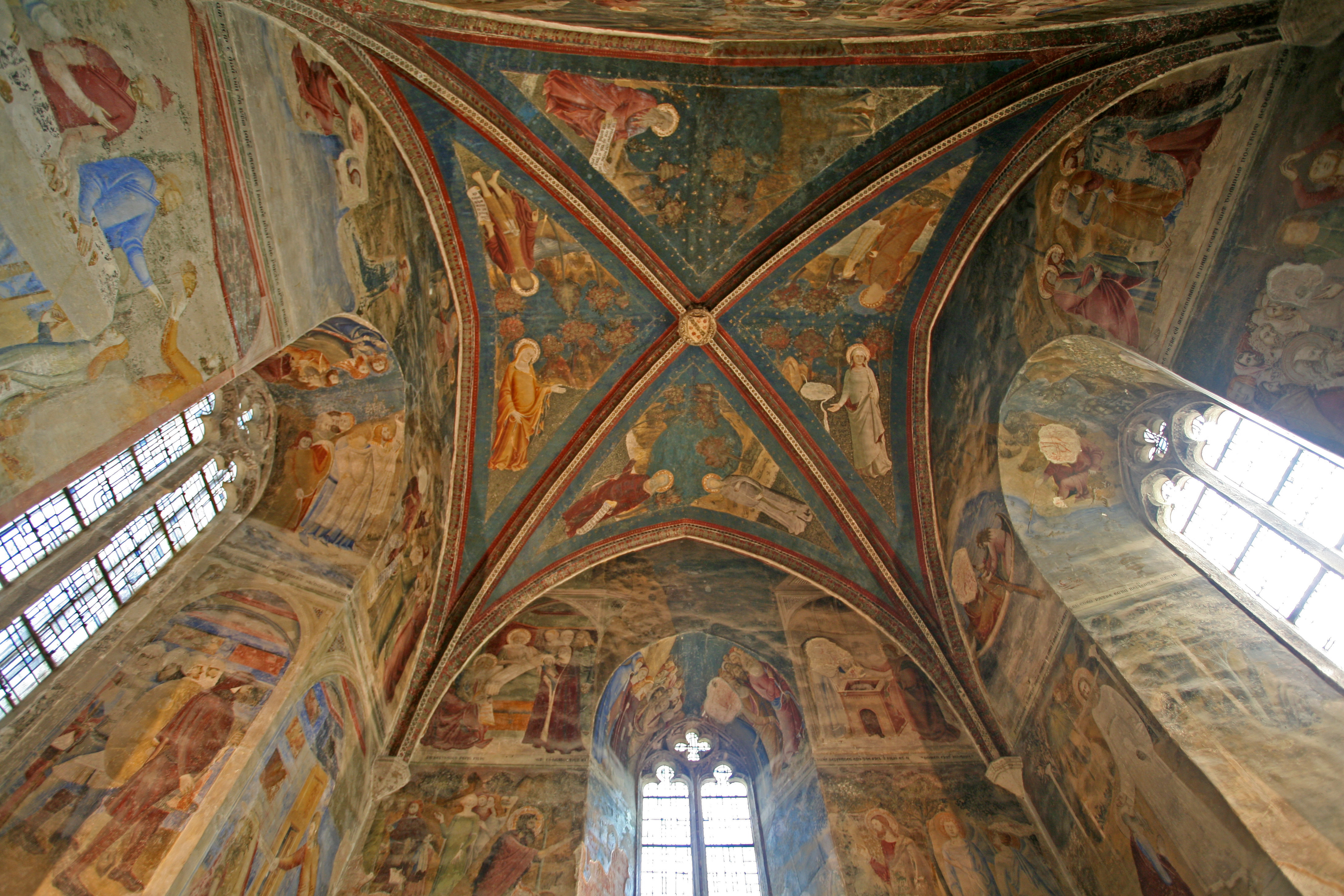
Frescos de la Capilla de San Juan del Palacio papal de Aviñón, del italiano Matteo Giovannetti, 1347-1348.
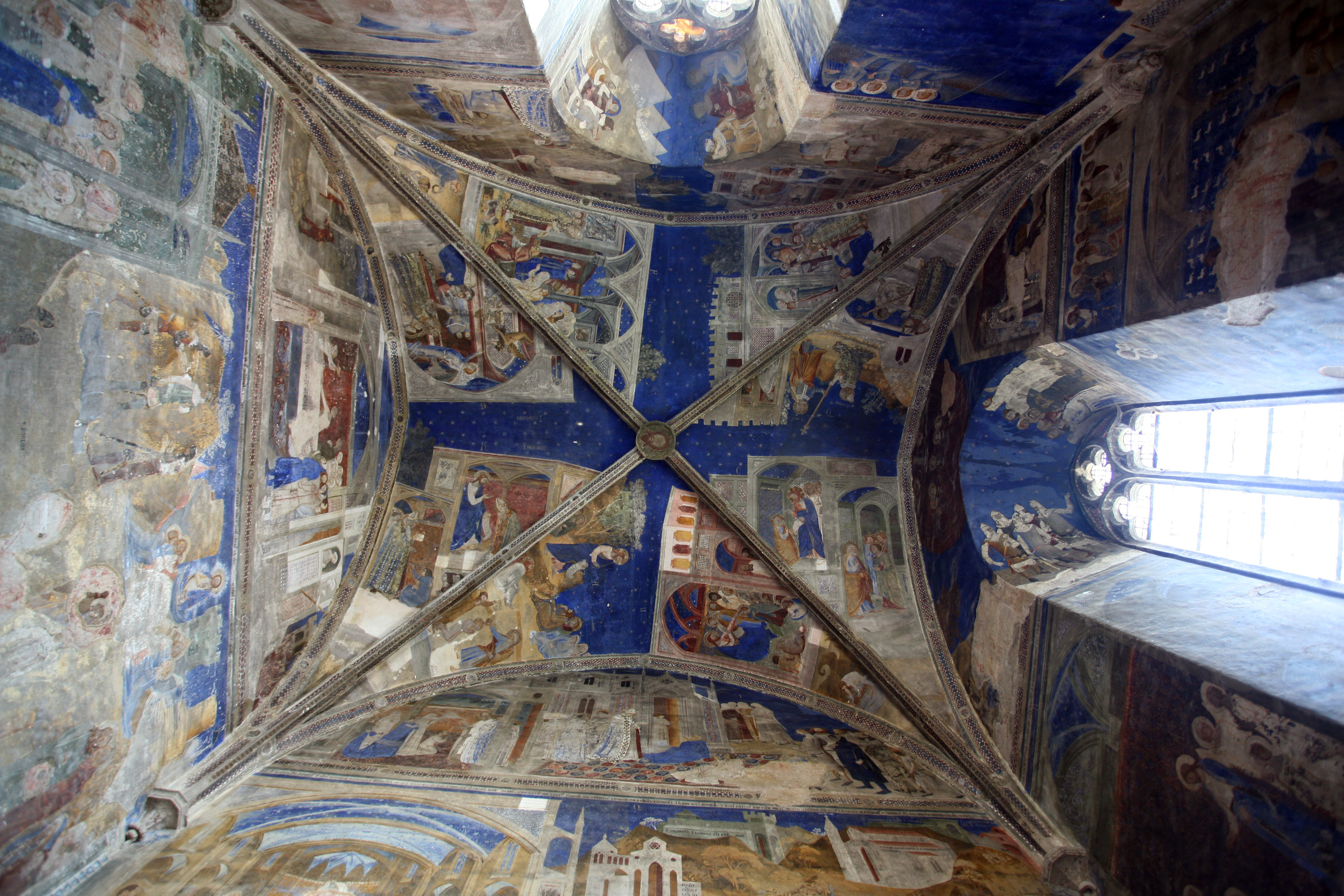
Frescos de la Capilla de San Marcial,[2] del mismo palacio y pintor, 1344-1345.

#### Escultura

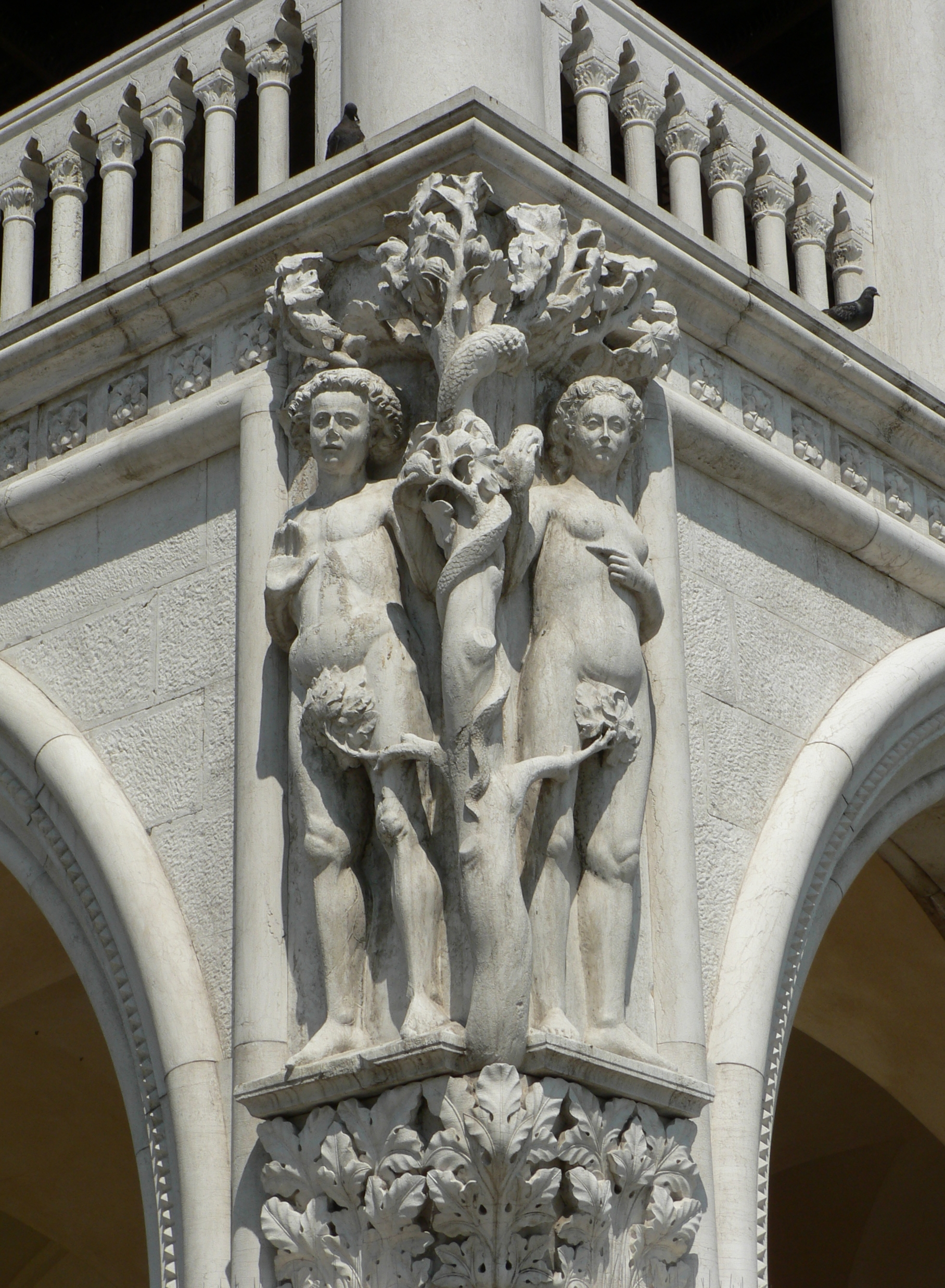
Adán y Eva, Palacio Ducal de Venecia.
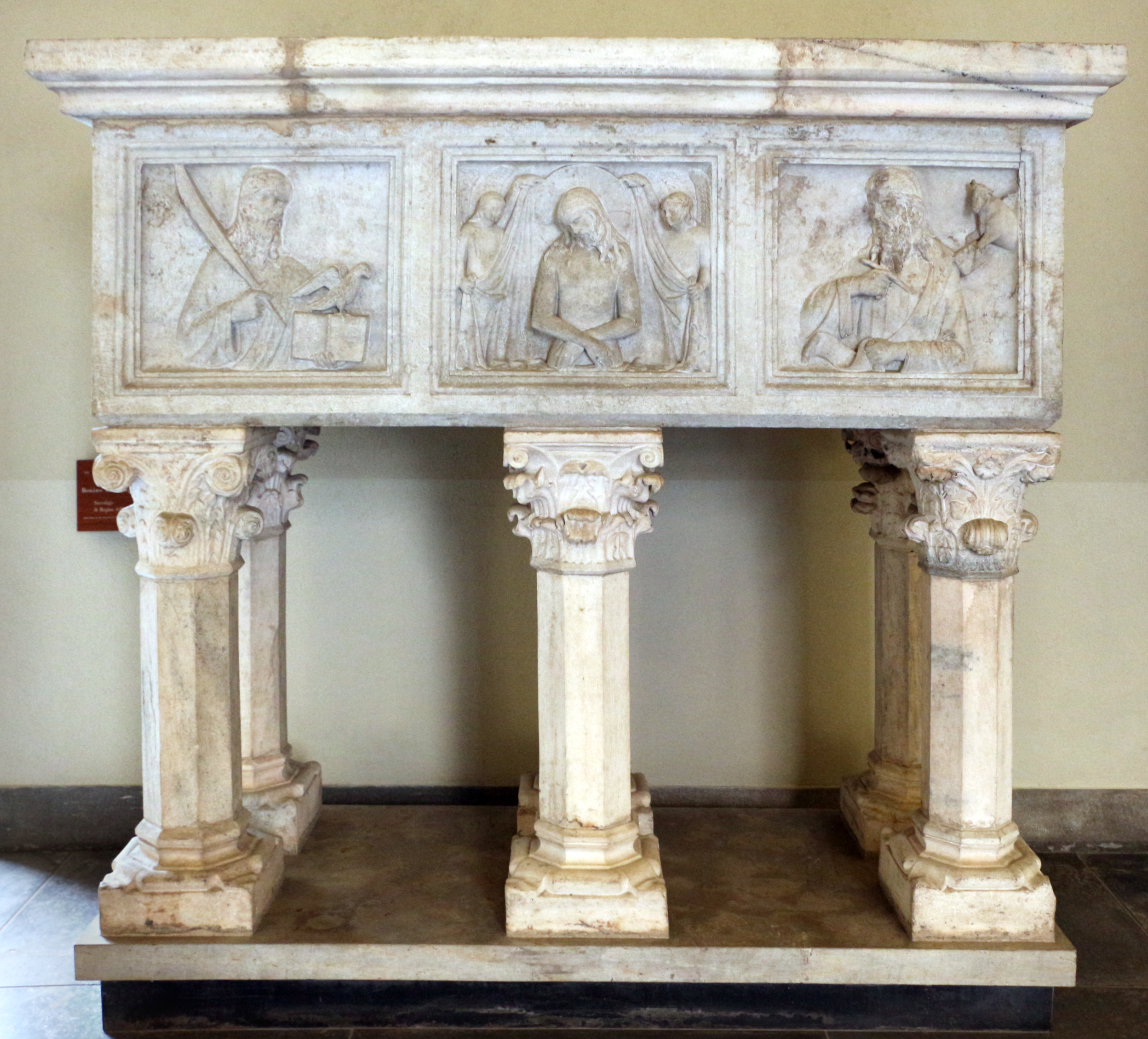
Sarcófago de Regina della Scala, San Giovanni in Conca, Milán, Bonino da Campione.
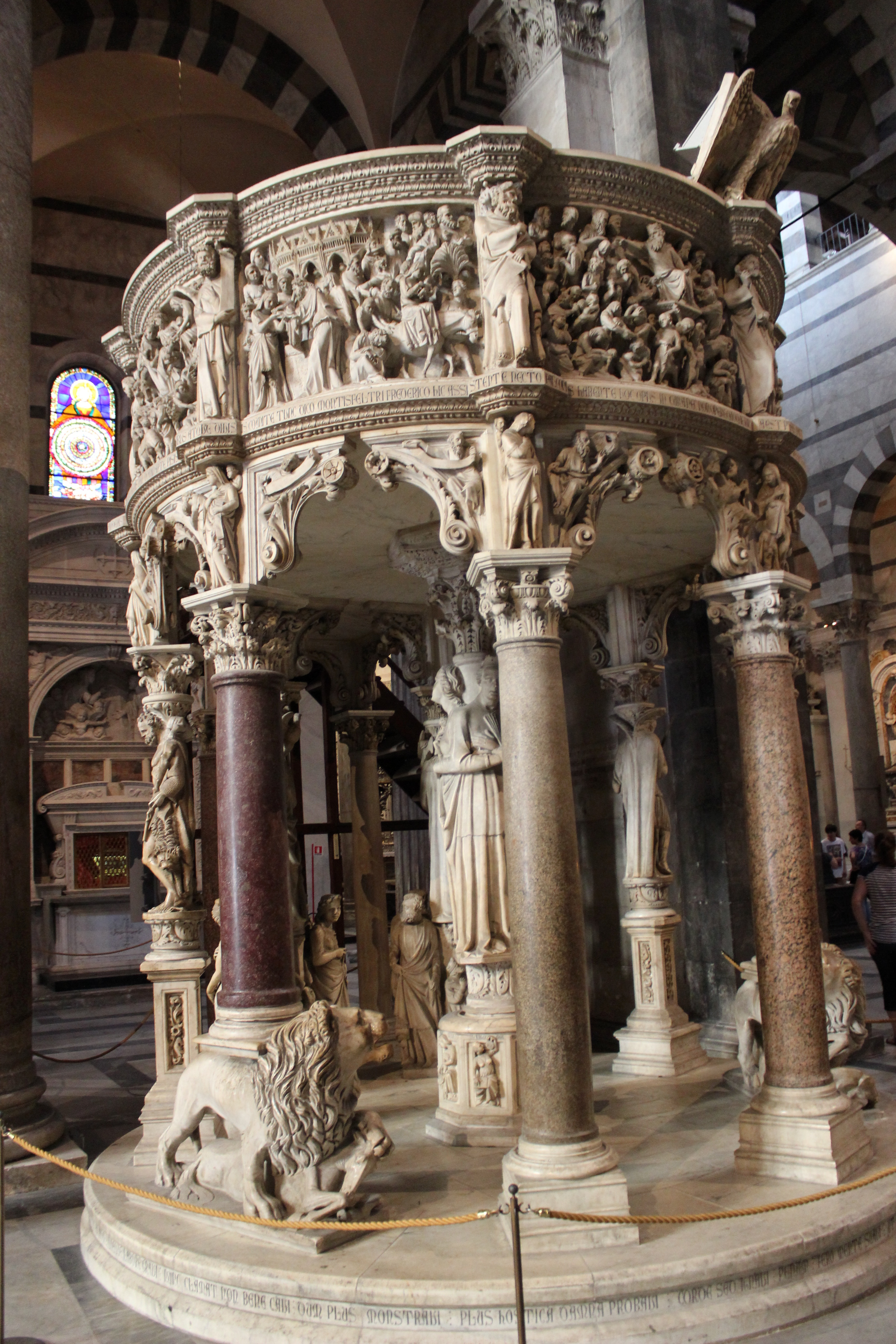
Púlpito de la catedral de Pisa, de Giovanni y Andrea Pisano, 1311.
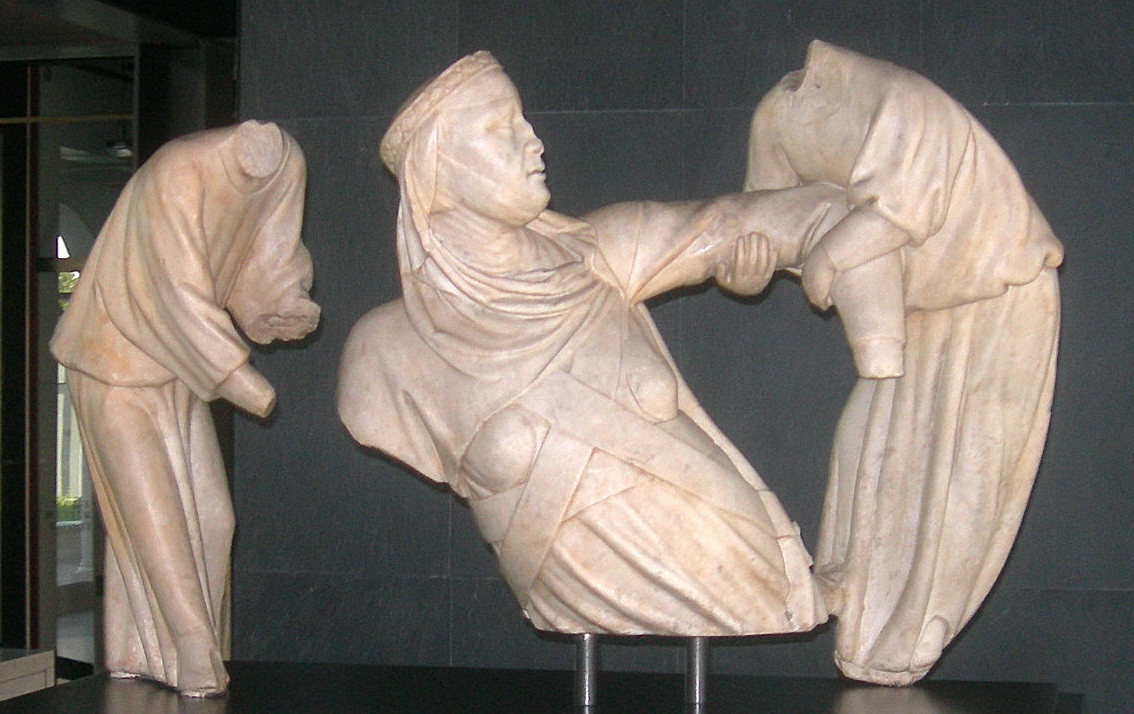
Monumento sepulcral de Margarita de Luxemburgo, Génova, Giovanni Pisano, 1312-1314
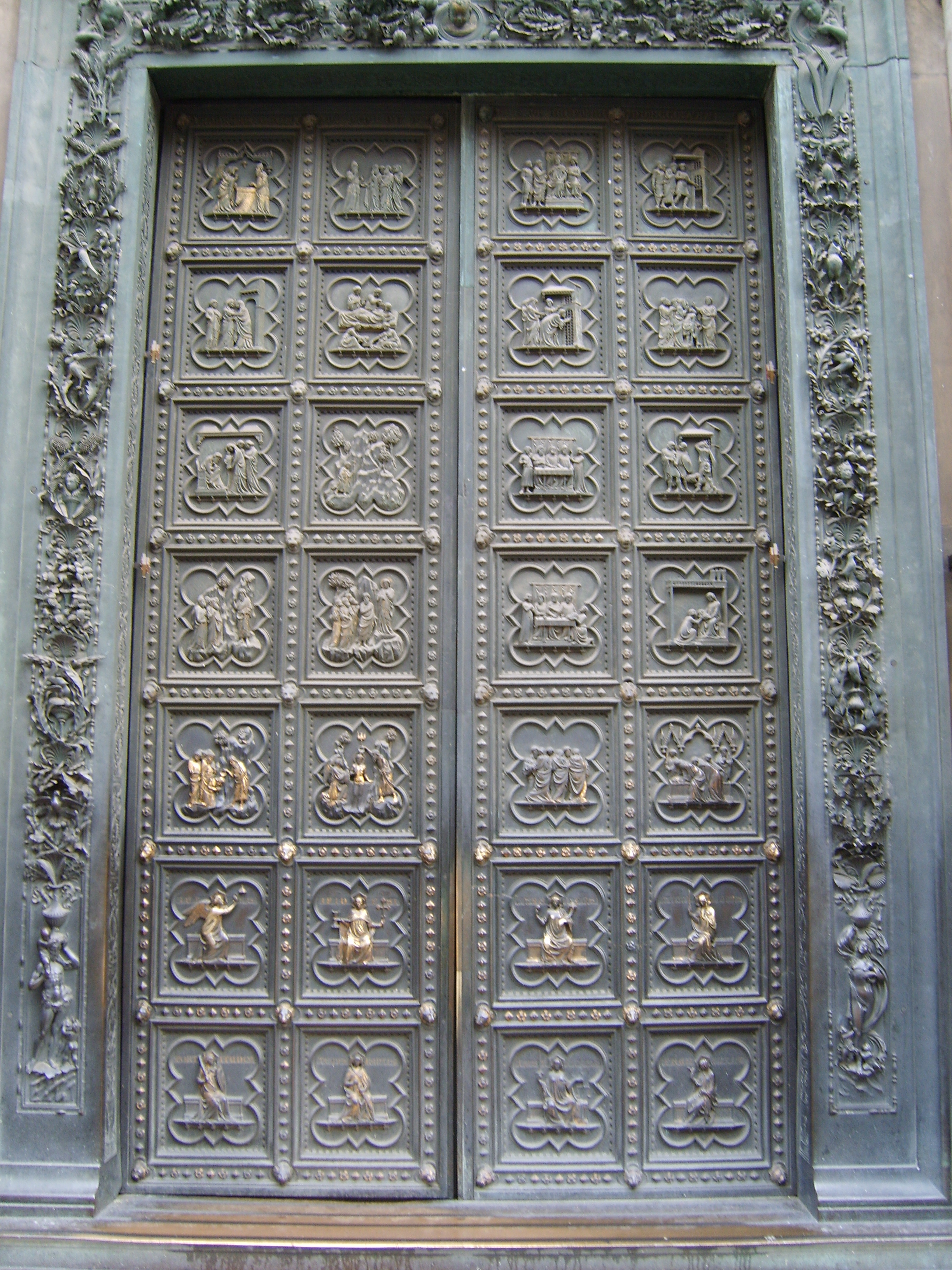
Actual puerta sur del baptisterio de Florencia, de Andrea Pisano, 1329 (inicialmente era la puerta este).
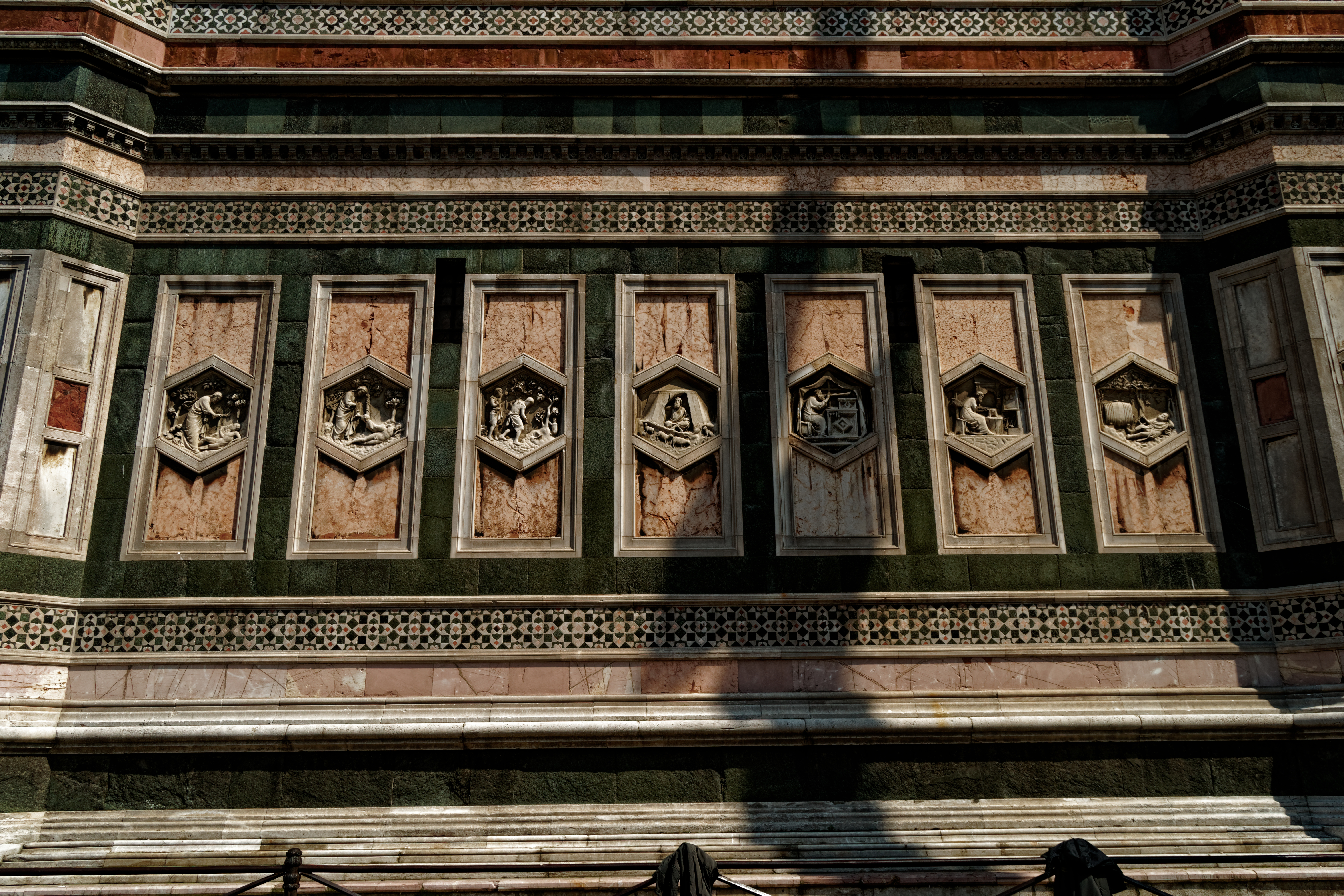
Relieves del campanile de Santa Maria del Fiore, Florencia, Andrea Pisano, 1341.
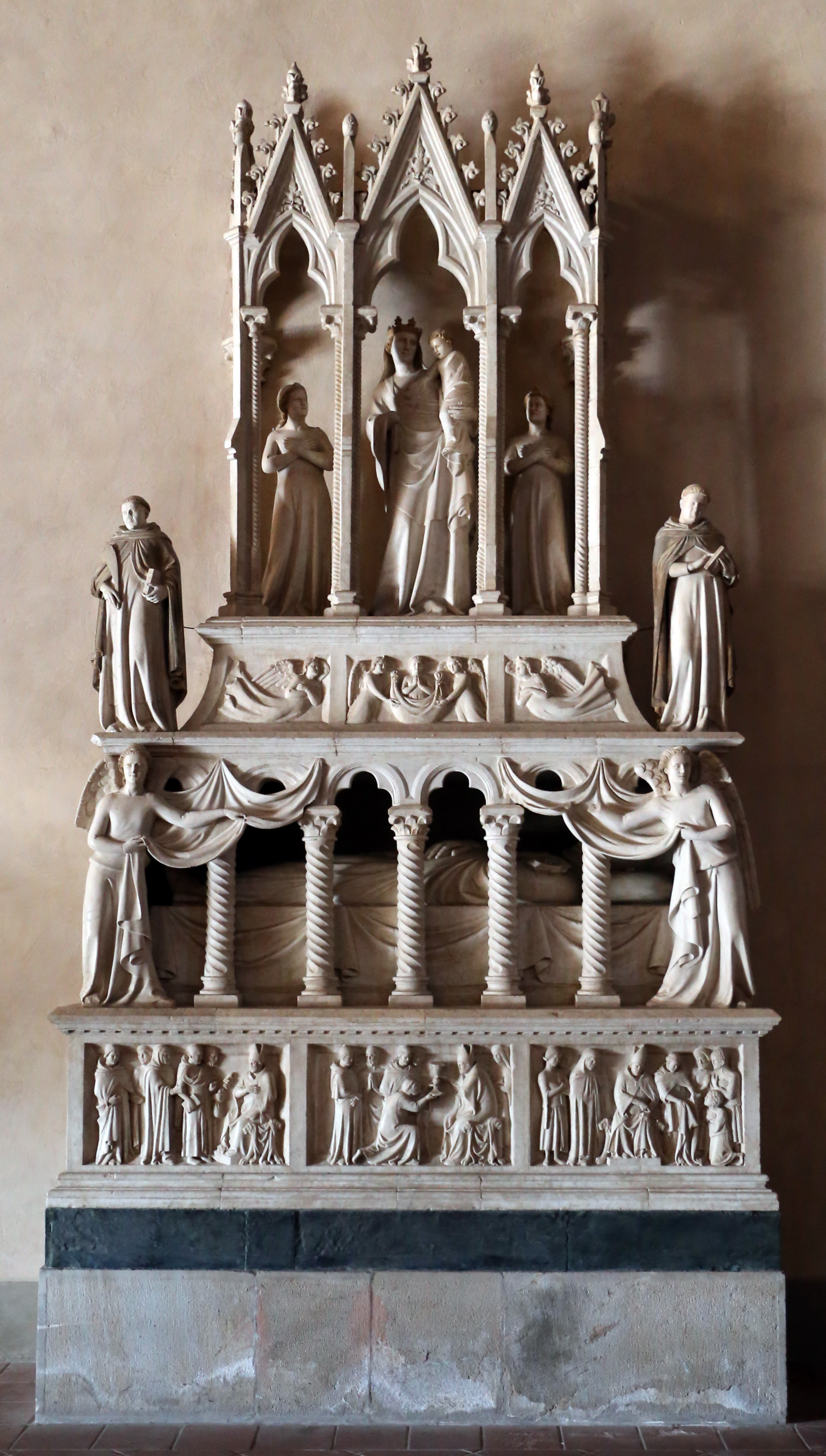
Monumento fúnebre del arzobispo Simone Saltarelli, iglesia de Santa Catalina de Alejandría (Pisa), de Andrea Pisano, 1342.

#### Arquitectura

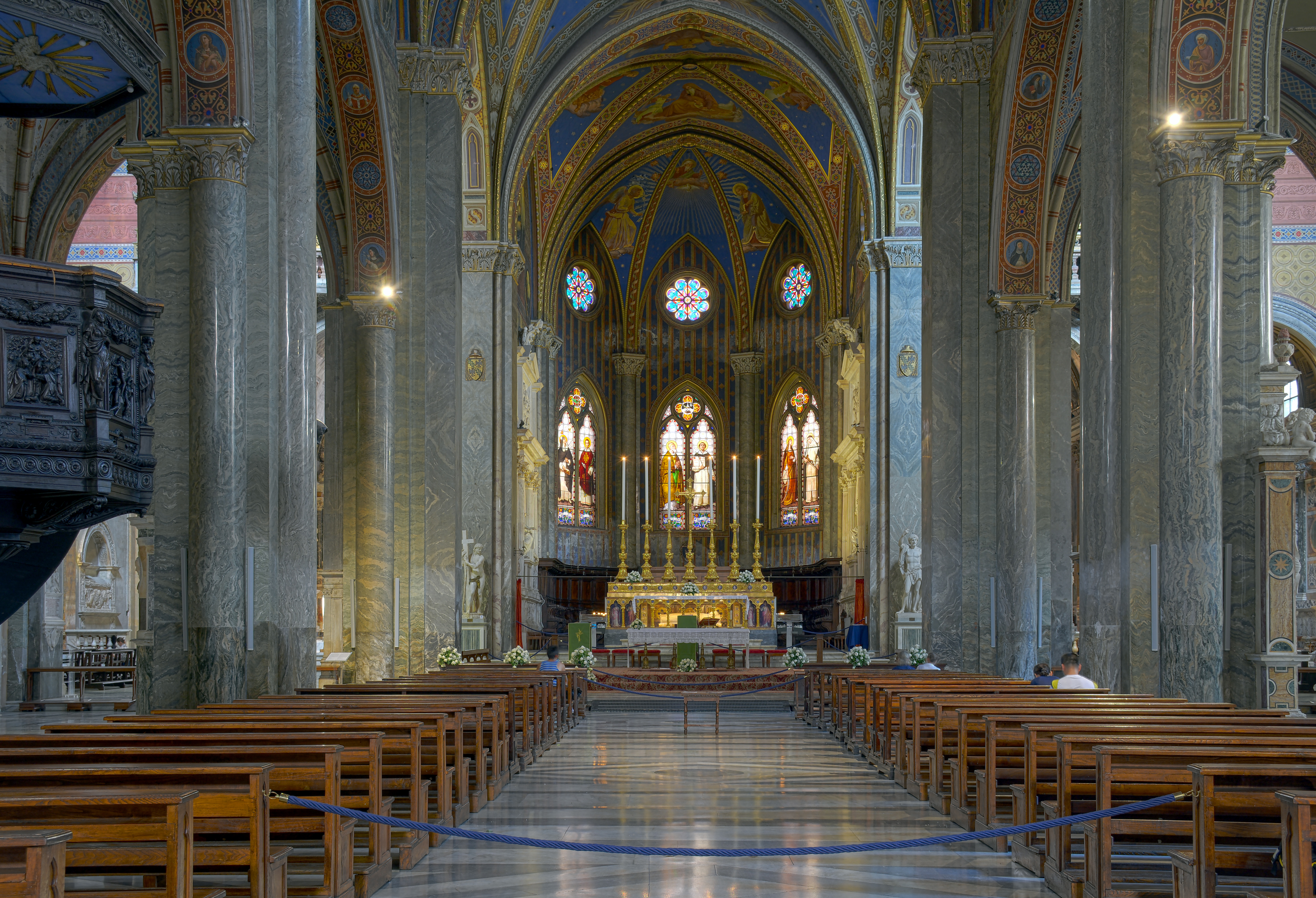
Santa Maria sopra Minerva, Roma, 1280-1370.
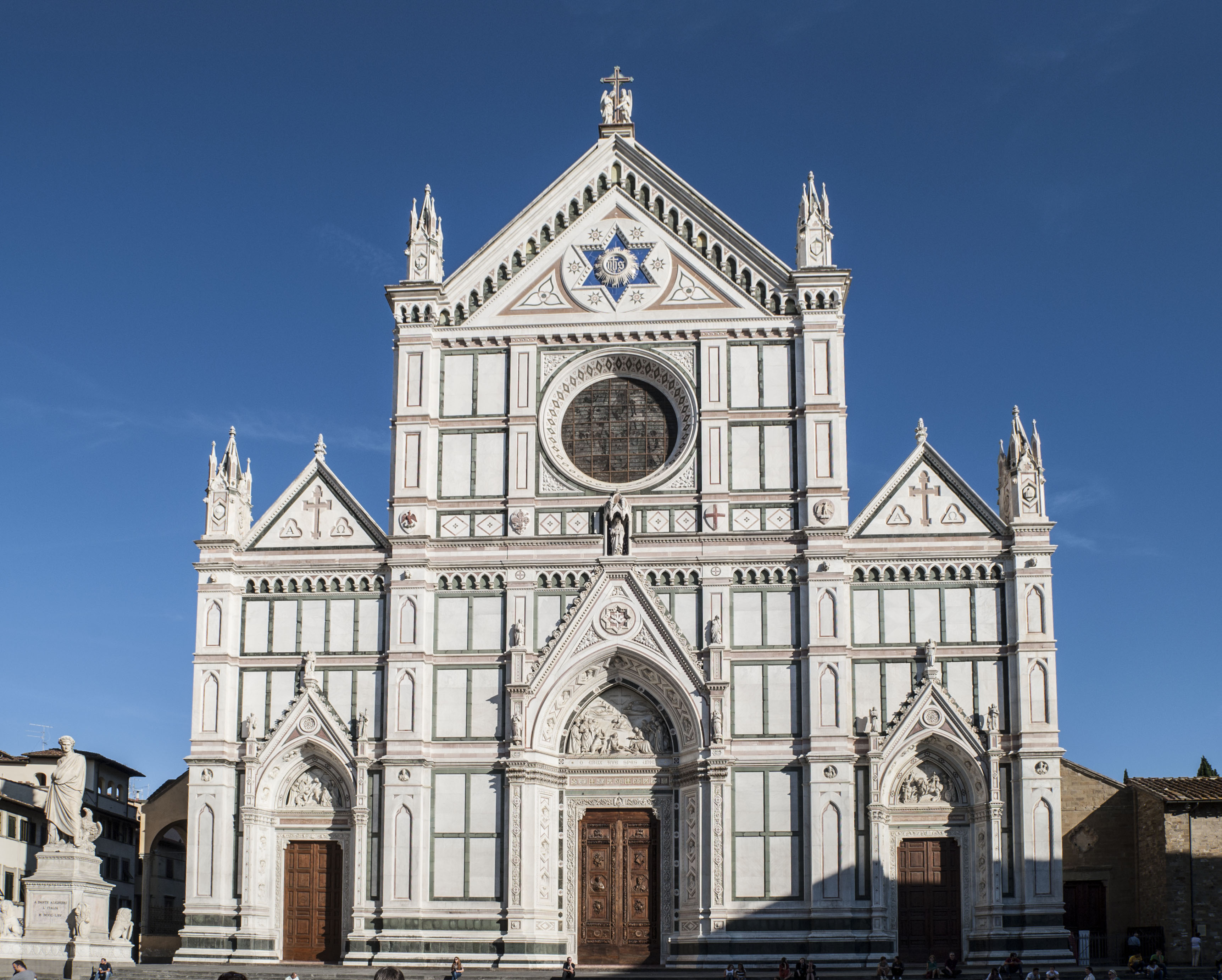
Basílica de la Santa Cruz (Florencia), de Arnolfo di Cambio, 1294-1443.
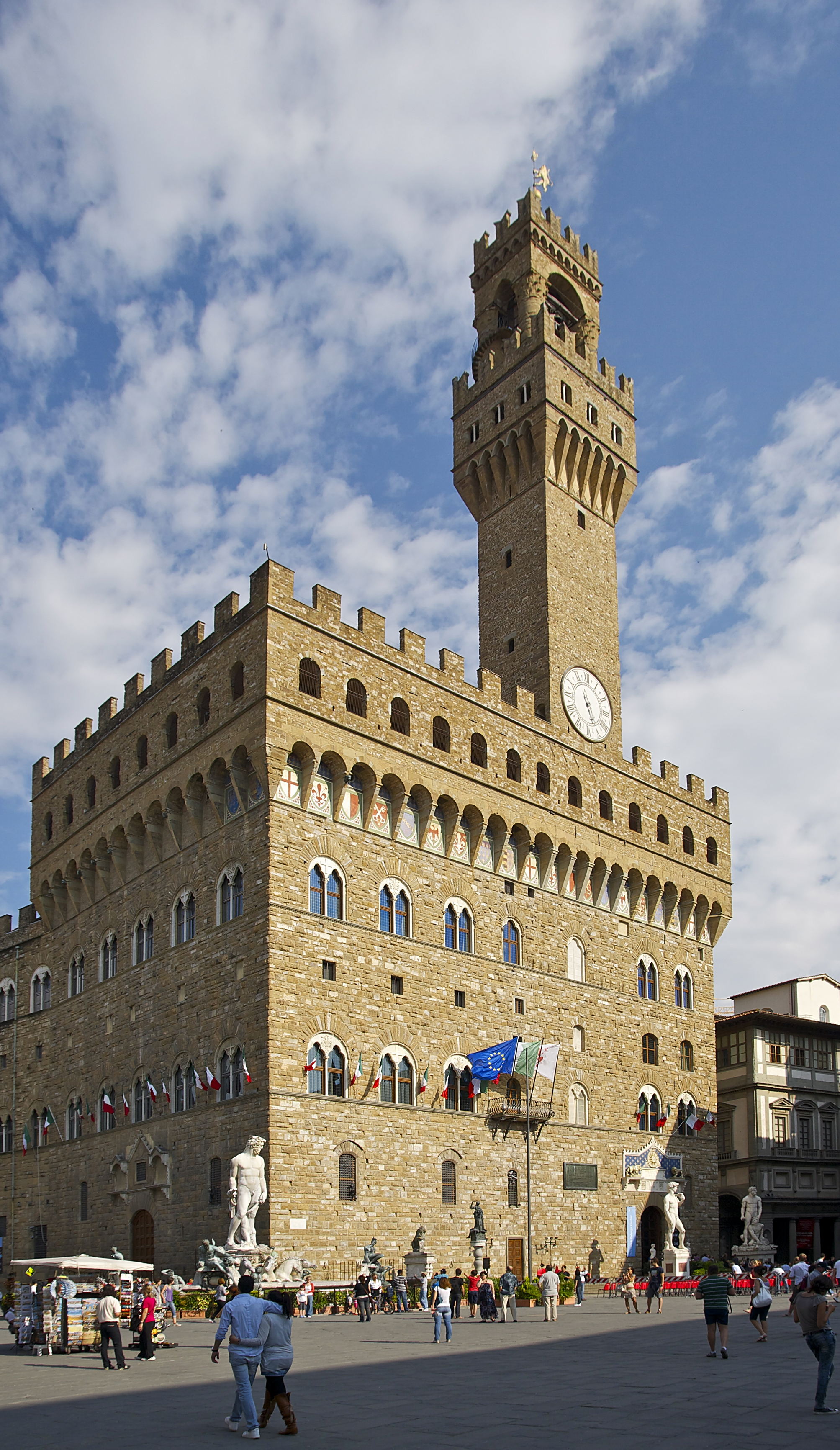
Palazzo Vecchio o Signoria de Florencia, de Arnolfo di Cambio, 1299-1314.
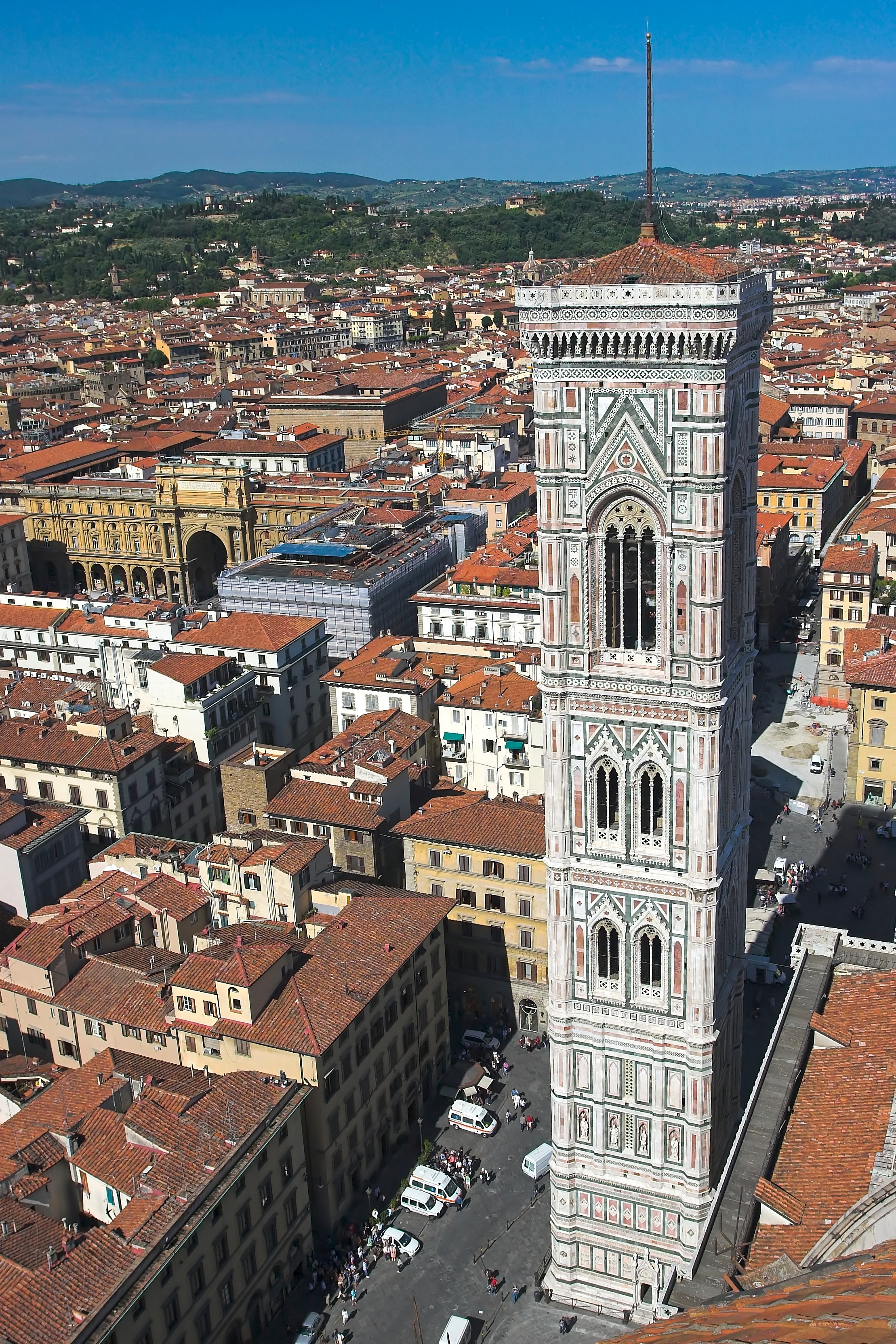
Campanile de Santa María del Fiore, de Giotto y Andrea Pisano, 1298-1349.
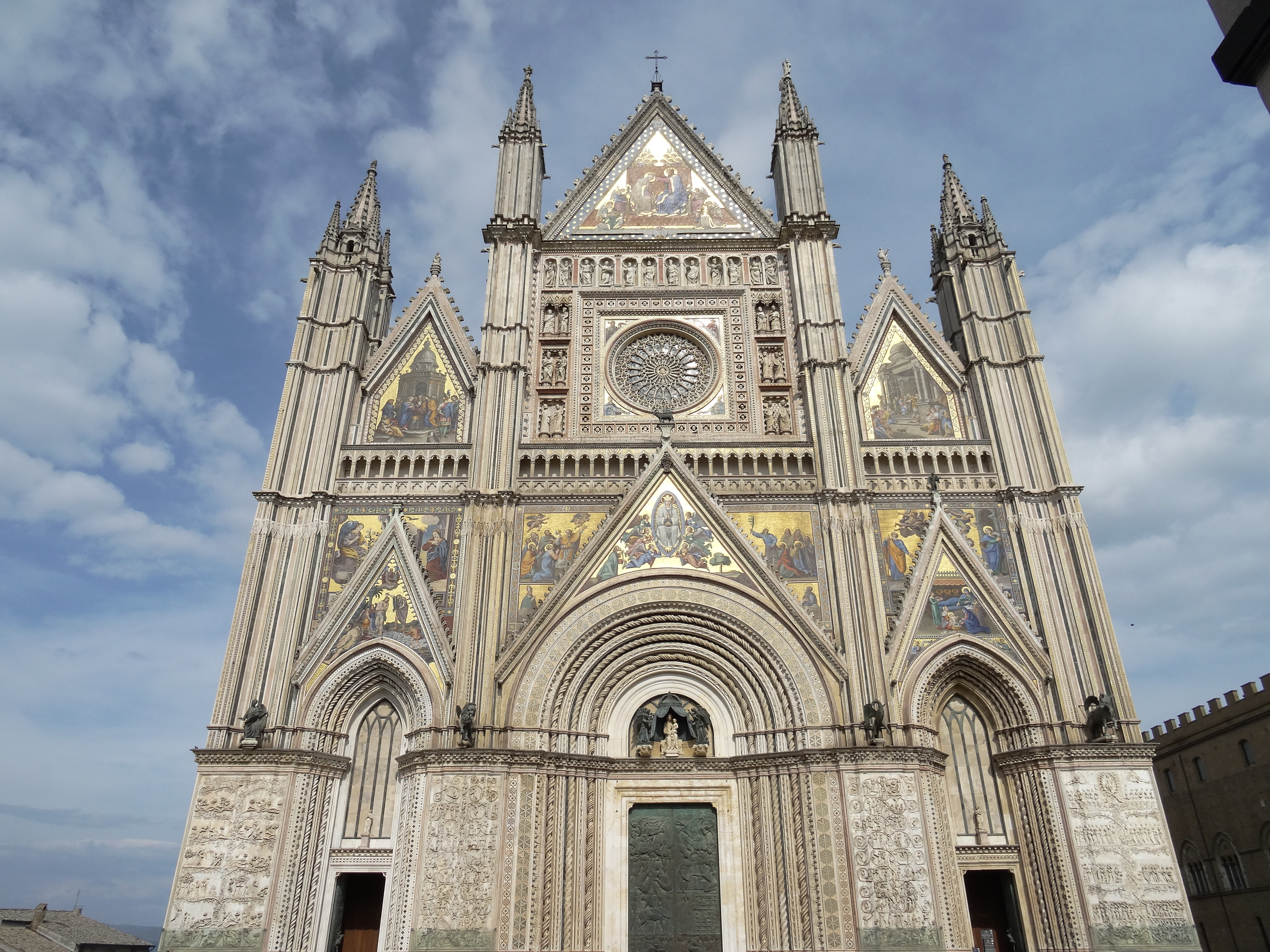
Fachada de la catedral de Orvieto, de Lorenzo Maitani, desde 1310.
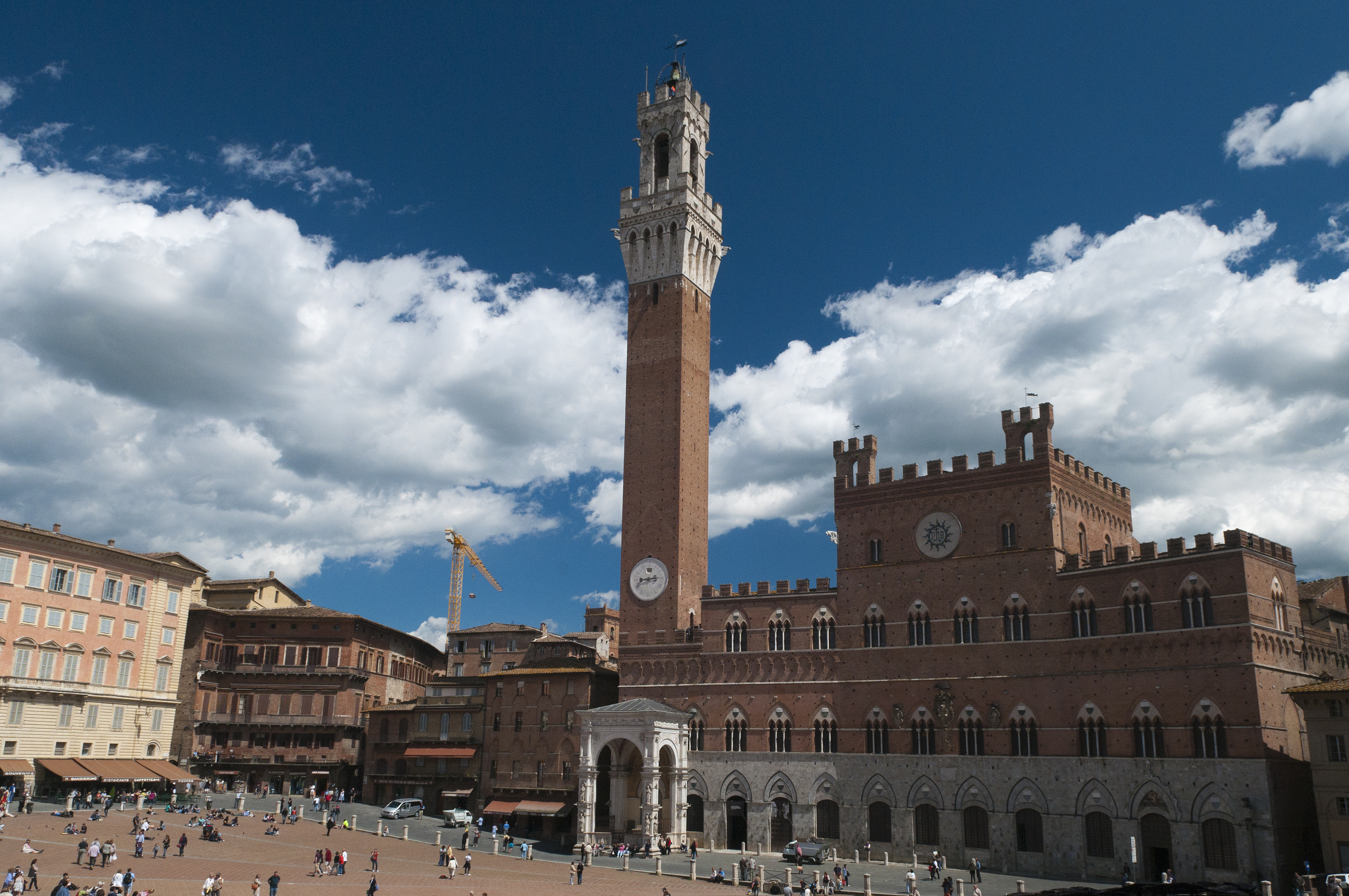
Signoria, Palazzo Pubblico o Palacio comunal de Siena. El remate de su torre, diseñado por Lippo Memmi tenía el propósito de superar en altura al de Florencia (1325-1344).
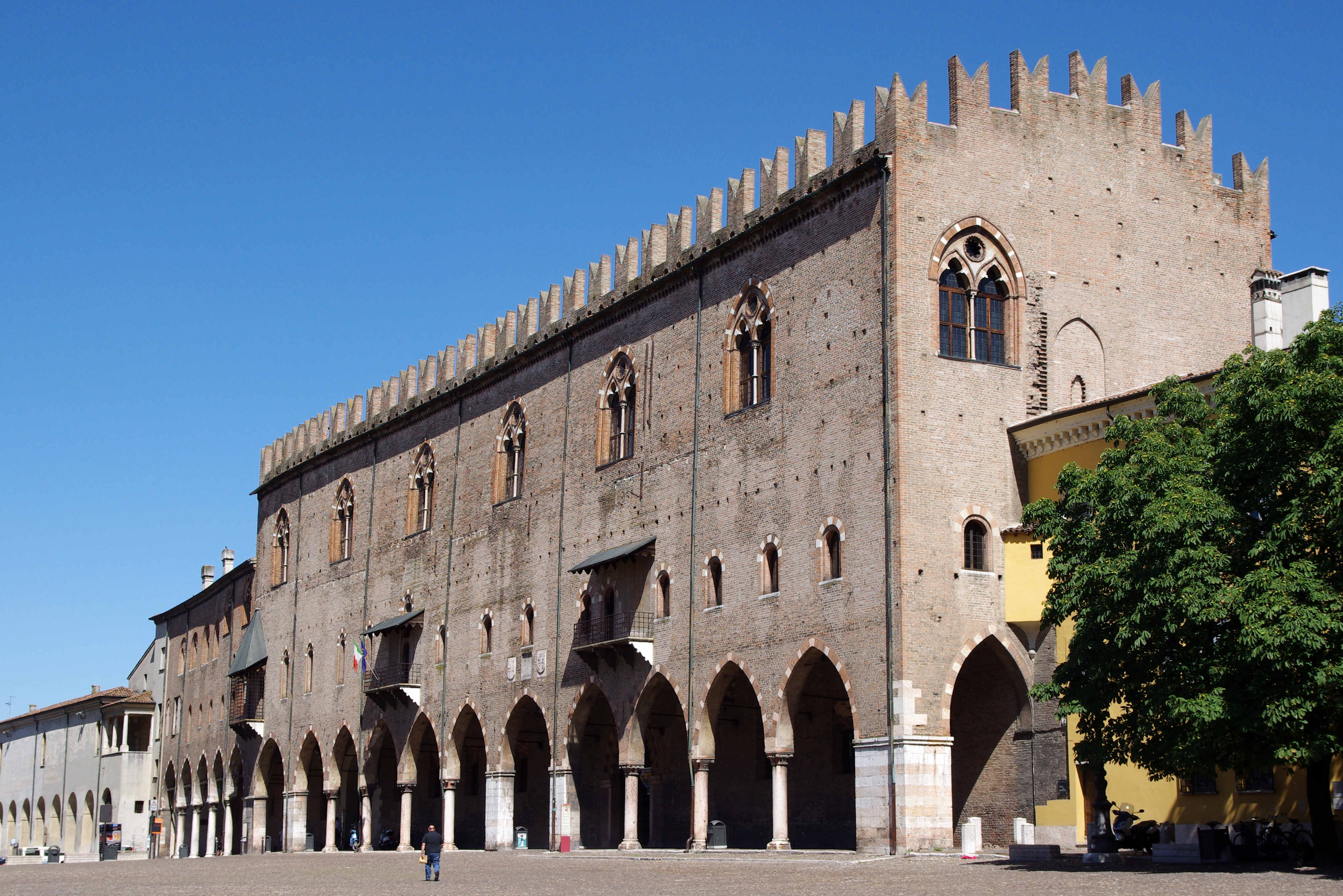
Palazzo del Capitano en el Palacio ducal de Mantua, ampliación de ca. 1340.
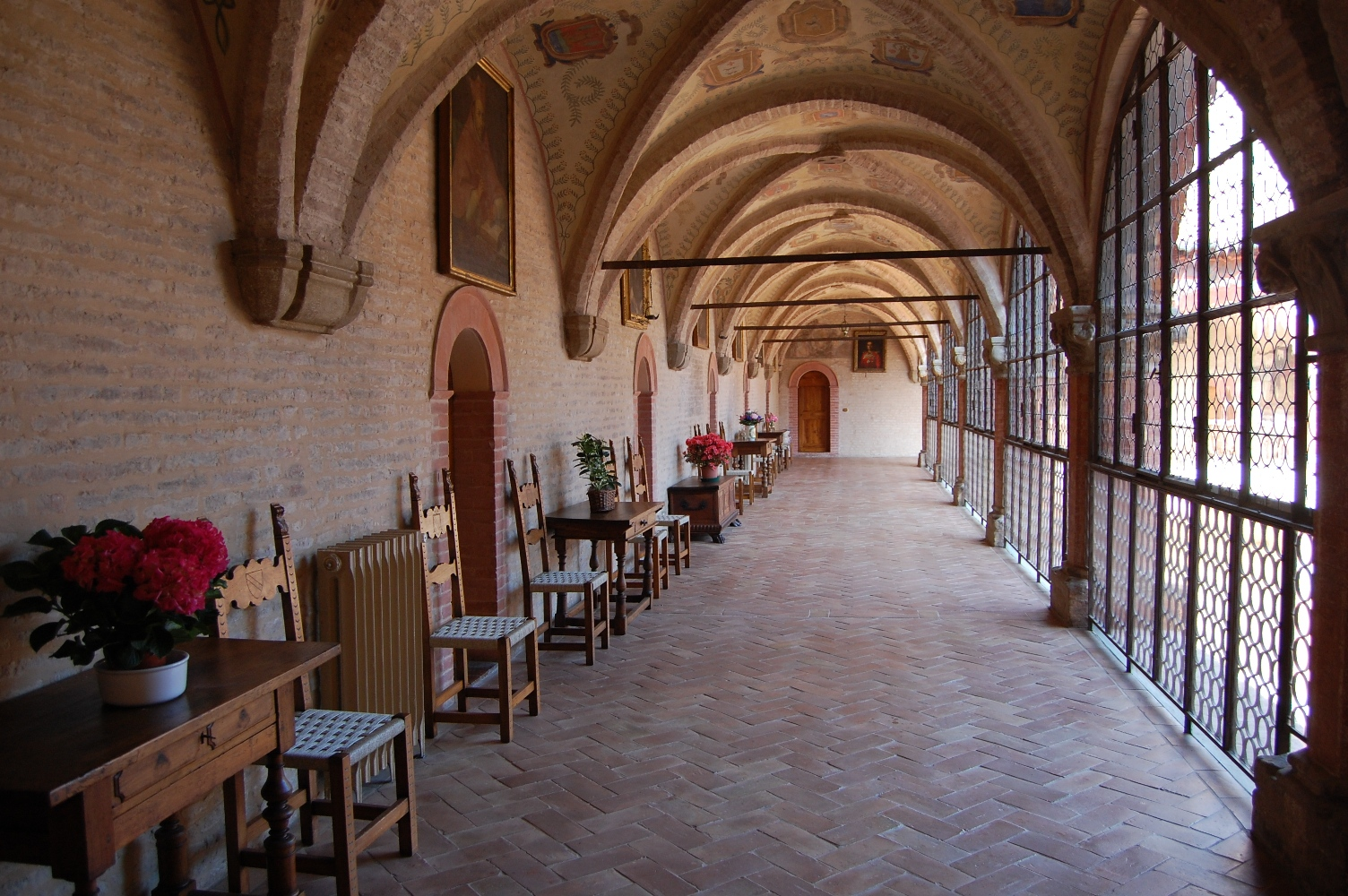
Real Colegio Mayor de San Clemente de los Españoles, Bolonia, 1369.

## Territorios italianos

### Estados Pontificios
El Papa ejercía tanto el poder espiritual en toda la cristiandad latina como el temporal en el Patrimonio de San Pedro o Estados Pontificios situados en el centro de Italia, centrados en la ciudad de Roma y que se incrementaron mediante la guerra. En la época su extensión llegó a un máximo. Hacia el norte, fronteriza entre los Estados Pontificios y la república de Florencia, se encontraba en la república de Siena, la principal rival de Florencia.

### Florencia
Aunque en un principio no tenga un papel mayor que el de sus vecinas, Florencia se expandió militarmente y llegó a tener la supremacía sobre la región de la Toscana.
Al principio del Trecento se produjo el fin de los movimientos violentos entre los gibelinos y los güelfos, a su vez separados en cofradías blancas y negras que se odian. En consecuencia, hay asesinatos y matanzas en las calles de Siena y Florencia. La cúspide del poder sienés se alcanzó en la batalla de Montaperti (1260), en la que los güelfos florentinos traicionaron a su propia ciudad (dominada por los gibelinos) y ayudaran a Siena (dominada por los güelfos); en el Trecento el equilibrio de fuerzas fue decantándose en favor de Florencia. Incluso el prestigio de arquitectura y su escuela artística se estancará, mientras que el de Florencia comienza su primacía.

### Repubbliche marinare
La República de Pisa, la República de Génova y la República de Venecia, denominadas repubbliche marinare ("repúblicas marineras"), ejercían su dominio en el mar Mediterráneo junto a las galeras del Imperio bizantino. Cada puerto tenía un papel importante como fundamentos para el sistema de transporte de soldados, y equipamiento hacia Tierra Santa. Este sistema funcionaba por dos lados, ya que también se comerciaba con mercancías de Oriente vendidas en los países del oeste europeo.
Venecia tendrá mayor éxito que sus dos rivales al finalizar las cruzadas (después del año 1291).
La familia veneciana de Marco Polo había realizado en la segunda mitad del siglo XIII maravillosos viajes hasta la corte mongola de Kublai Kan. La proeza no se tradujo en una continuidad de los contactos directos con Extremo Oriente, pero sí es significativo de cómo los mercaderes de la ciudad accedían a los productos de la ruta de la seda a través de los puertos del Mediterráneo Oriental. Hasta la toma de Constantinopla por los turcos se mantuvo la alianza de los venecianos con el Imperio bizantino. Si el imperio se pone como vigilante del punto de partida hacia el Oriente, Venecia se encarga del comercio de los productos, como intermediario en la venta de las especias y otros productos de lujo para cortes variadas en toda Europa. Venecia se enriquece haciéndolo y además su cultura lo refleja: el estilo bizantino y oriental de la plaza de San Marcos de Venecia es bastante diferente de los duomi de otras zonas de Italia.
En 1381, Génova pierde la guerra y acaba de ser una ciudad competidor de Venecia en los caminos comerciales.
El último competidor, Pisa, será conquistado por Florencia, su vecina, durante el Quattrocento.

### Milán
El ducado de Milán, controlado por los Visconti, se extendía por la Lombardía, compartiendo el dominio del norte de Italia con la República de Venecia.

### Nápoles y Sicilia
El Reino de Nápoles fue conquistado en 1442 por la Corona de Aragón, la potencia dominante en el Mediterráneo Occidental, que desde las vísperas sicilianas (1282) estaba también presente en Sicilia.

### Condottieri
Las ciudades enfrentadas recurrían a grupos de mercenarios capitaneados por condottieri, similares a las grandes compañías de la Guerra de los Cien Años, cuya fidelidad cambiaba fácilmente de un bando a otro.